# Graniasta Kotlina

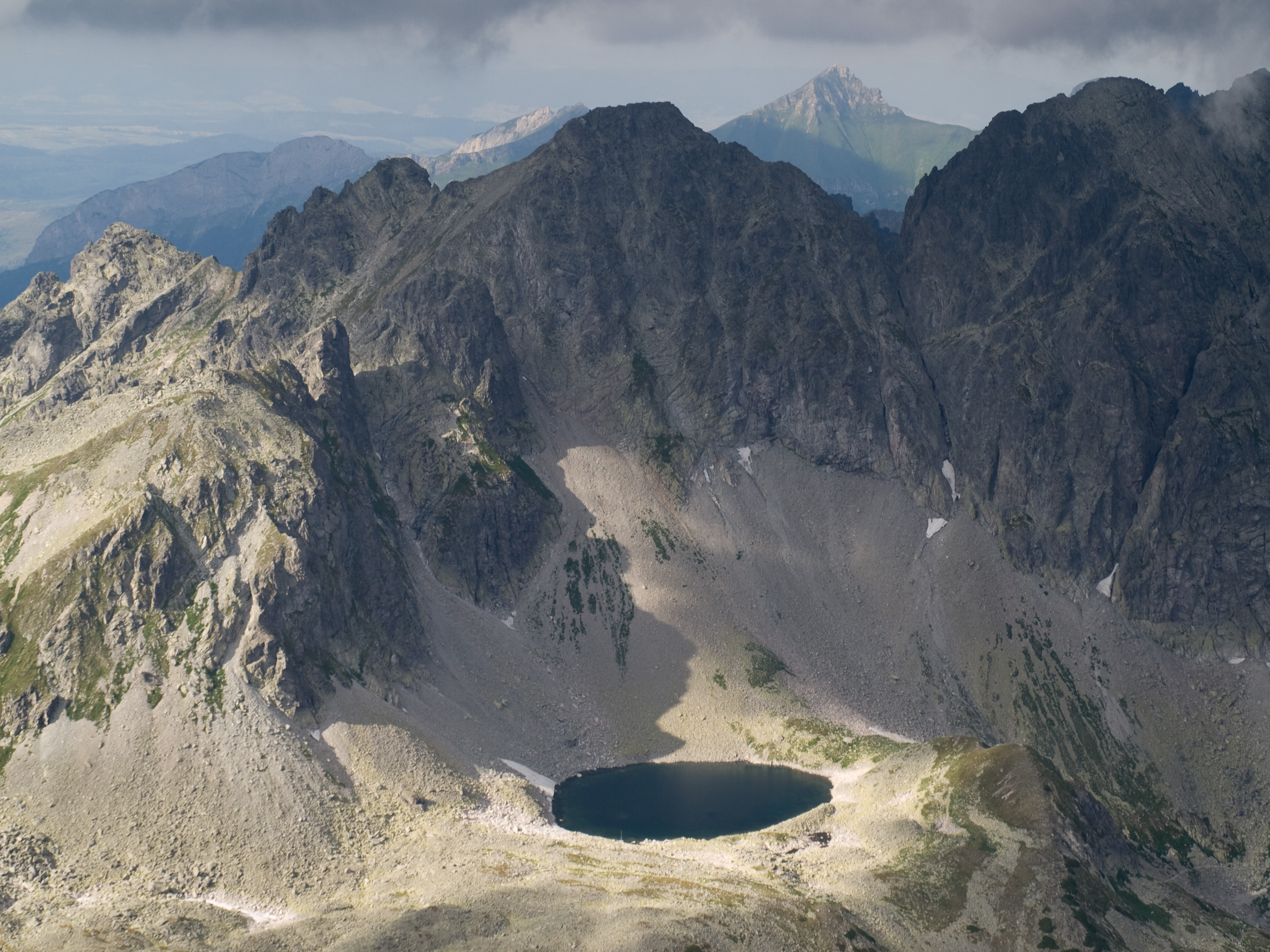
Zmarzły Staw Staroleśny i Mały Zmarzły Stawek na dnie Graniastej Kotliny

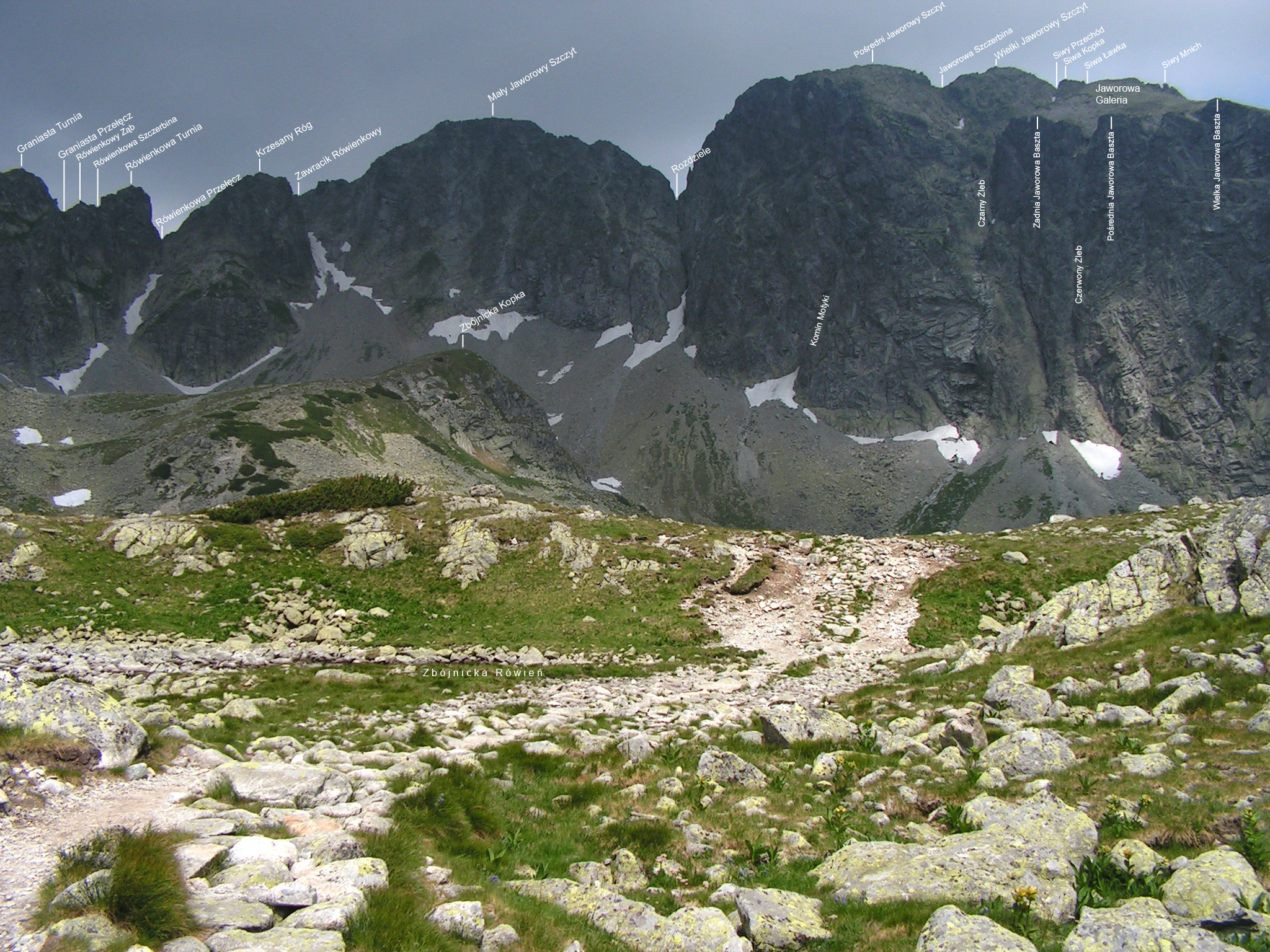
Graniasta Kotlina poniżej obiektów po lewej stronie zdjęcia

Graniasta Kotlina (słow. Rovienková kotlina – nazwa wspólna dla Graniastej Kotliny i Pustej Kotliny) – kotlina znajdująca się w górnych partiach Doliny Staroleśnej w słowackiej części Tatr Wysokich. Graniasta Kotlina leży u podnóża Małego Jaworowego Szczytu, Krzesanego Rogu, Rówienkowej Turni i Graniastej Turni – wszystkie te obiekty znajdują się w grani głównej Tatr. Na dnie tejże kotliny leży Zmarzły Staw Staroleśny (największy staw w Dolinie Staroleśnej), nieco na południowy wschód od niego znajduje się niewielki Mały Zmarzły Stawek. W południowo-wschodniej części Graniastej Kotliny wyrasta niewielka skalna kopka zwana Zbójnicką Kopką, której południowo-wschodnim zboczem przebiega żółto znakowany szlak turystyczny schodzący z Czerwonej Ławki. Przez Graniastą Kotlinę nie przebiegają żadne znakowane ścieżki turystyczne.
Graniasta Kotlina sąsiaduje:
- od północy z Doliną Zadnią Jaworową (górnym piętrem Doliny Jaworowej) – oddzielona masywem Małego Jaworowego Szczytu,
- od północnego zachodu z doliną Rówienki – oddzielona fragmentem grani głównej Tatr,
- od zachodu z Pustą Kotliną,
- od wschodu ze Zbójnickim Koryciskiem.